# Російське товариство машинобудівних заводів Гартмана

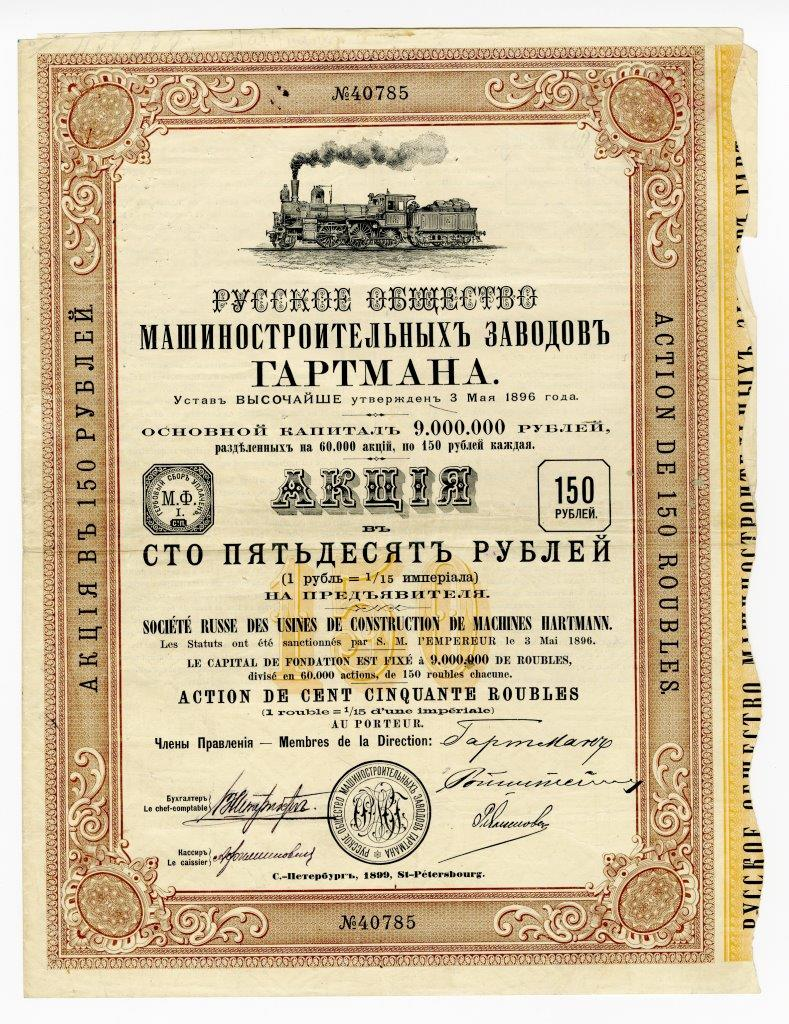
Акція 150 карбованців на пред'явника Російського товариства машинобудівних заводів Гартмана з основним капіталом 9 млн карбованців. С.-Петербург, 1899

Російське товариство машинобудівних заводів Гартмана - акціонерна компанія, власник одного з найбільших у дореволюційній Росії Луганського паровозобудівного заводу, що існує досі.
Засновано в Санкт-Петербурзі в 1896 (Статут Високо затверджений 3 травня 1896) за підтримки Петербурзького Міжнародного та Дрезденського банків. Окрім самого Густава Гартмана, вихідця з Німеччини, представника великого німецького капіталу, сім'ї якого належало паровозобудівельне виробництво в Хемніці, засновником компанії був статський радник І. Л. Гольдштанд.
Того ж 1896 на околиці торгово-промислового містечка Луганська з населенням 25 000 осіб на березі річки Лугані закладено паровозобудівне виробництво Російського товариства машинобудівних заводів Гартмана, будівництво якого завершено в 1900.
Основний капітал Товариства, що спочатку становив 4 млн руб., згодом збільшений до 9 млн.
У 1903 балансова вартість майна, товарів і матеріалів оснащеного німецьким обладнанням підприємства становила 14,9 млн руб. Розмір дивідендів досягав 8%. Правління компанії, головою якого був сам Г. Гартман, а товаришем голови, за деякими даними був відомий підприємець, банкір і лобіст єврейсько-пруського походження А. Ю. Ротштейн, на постійній основі розміщувалося в С.-Петербурзі за адресою Мала Морська вул., 3.
Першим директором Луганського паровозобудівного заводу був Я. І. Андерсон - 1896-1902, його змінив родич Г. Гартмана з Німеччини Г. В. Трек -1902-1904. У квітні 1904 з Путилівського заводу прибув інженер-технолог К. К. Хржановський, етнічний поляк, який був призначений директором і залишався їм 14 років, аж до націоналізації в 1918.
У 1905 підприємством випущено 245 паровозів, що становить 21 % загальноросійського виробництва, до 1914 виробництво зросло до 1500 паровозів.
У 1908 на підприємствах фірми було зайнято більше 3200 робітників.
У 1912 розпочато виробництво потужного вантажного паровоза «0-5-0» (випускалися до 1932). Товариство виробляло також парові котли, мостові конструкції, труби, резервуари та цистерни для води, спирту та гасу, хімічне обладнання. Йому належали цегельня в Луганську, кам'яновугільні копальні, металургійний завод.
Нині носить назву ПАТ «Луганськтепловоз», який випускав тепловози, електровози, а також дизель- та електропоїзди.